# 巴港航空1808號班機空難
巴港航空1808號班機是由比奇99小型飛機執行的由波士頓飛往班戈的定期班機。1985年8月25日，該班機在臨時經停點奧本/劉易斯頓市立機場降落時墜毀於跑道外，機上6名乘客及2名機組人員全部遇難。其中一名乘客為時年13歲的美國童星萨曼莎·史密斯，她亦是美國與蘇聯間的和平活動者。

## 經過
1808號班機原定經停緬因州的奧古斯塔和沃特維爾，機組人員當天駕駛飛機由班戈飛往波士頓，又在惡劣天氣下返回班戈。在第二航段，機師在奧古斯塔被告知因波士頓航空管制延誤，經奧本返回的1788號班機被取消，1808班機只得臨時經停奧本，以接載1788號班機的乘客。
6名乘客在波士頓登上1808號班機，2人前往奧本，3人前往奧古斯塔（另有1人因錯過登機廣播而未登上該機），1人前往沃特維爾。美國東部夏令時晚間21時17分，機長請求飛往奧本，但管制員通知其前往奧古斯塔。飛機於21時26分離開停機坪，4分鐘之後從波士頓機場4L跑道起飛。
晚22時，機組向奧本/劉易斯頓市立機場請求天氣報告。當地正下小雨，能見度1英里，風速4節。管制員准許機組人員進行儀表進近，左轉至340度。隨後，管制員要求機組切換至該機場的頻率，副機長答應了這一請求，這也是該班機最後一次與管制員通話。22時04分，飛機在跑道外4007英寸處撞樹，隨後撞地墜毀。

## 失事原因
飛機進近時在下滑道以下飛行，高度表設定亦有錯誤。事發時正值夜間，能見度低，機組人員可能沒有注意到他們的實際位置。美國國家運輸安全委員會在調查此事後要求沒有地面雷達的機場重新檢查管制流程，並要求載6人及以上的小型飛機安裝飛行紀錄儀。

## 乘客

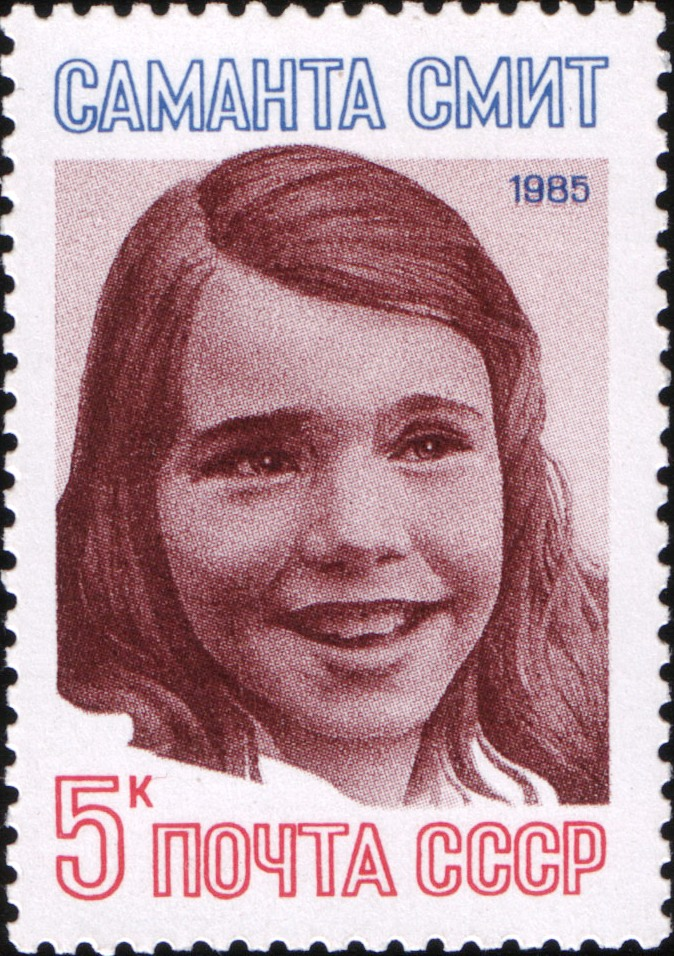
紀念薩曼莎·史密斯的蘇聯郵票

由於失事飛機上的乘客包括萨曼莎·史密斯及其父親亞瑟，此次小型飛機空難受到了不尋常的媒體關注。1982年，薩曼莎曾致信尤里·弗拉基米罗维奇·安德罗波夫，表達她對美蘇和平的願望，安德羅波夫隨即邀請薩曼莎一家前往蘇聯。1985年，美国广播公司邀請薩曼莎出演《萊姆街》，薩曼莎父女在拍攝間歇期回家路上遭遇空難。
薩曼莎的母親簡·史密斯以非正常死亡案起訴巴港航空。

## 其他
截至事發當天，1985年8月發生的航空事故已累計造成726人死亡。其後6天內又發生4起空難，使單月空難致死人數升至743。

## 延伸閱讀
- Aircraft Accident Report AAR-86-6 (PDF) （页面存档备份，存于） National Transportation Safety Board
- 航空安全网上的事故资料

- Board blames pilot errors in commuter airline crashes （页面存档备份，存于）